# أفيا إس-199
أفيا إس-199 (بالإنجليزية: Avia S-199) هي طائرة مقاتلة يدفعها محرك مروحي، بنيت بعد الحرب العالمية الثانية، برزت بعد أن أصبحت المقاتلة الأولى التي حصل عليها سلاح الجو الإسرائيلي، والتي استخدمت خلال حرب 1948 بين الدول العربية وإسرائيل.
شيدت في تشيكوسلوفاكيا، من أجزاء وقطع ومخططات تصماميم كانت قد خلفت من إنتاج طائرات سلاح الجو الألماني (لوفتوافا). عانت الطائرات من مشاكل عديدة، وبشكل عام كانت لا تحظى بشعبية لدى طياريها. الطيارون التشيكوسلوفاك لقبوها بمسمى (Mezek) والتي تعني «البغل»، في حين كانت تعرف رسميًّا في إسرائيل باسم «السكين» (بالعربية والعبرية). وفي الواقع، كانت أكثر الطائرات غالبًا ما تسمى ماسرشميت أو ميسر (Messer) والتي تعني أيضا «سكين»، في الألمانية واليديشية.

## التصميم والتطوير

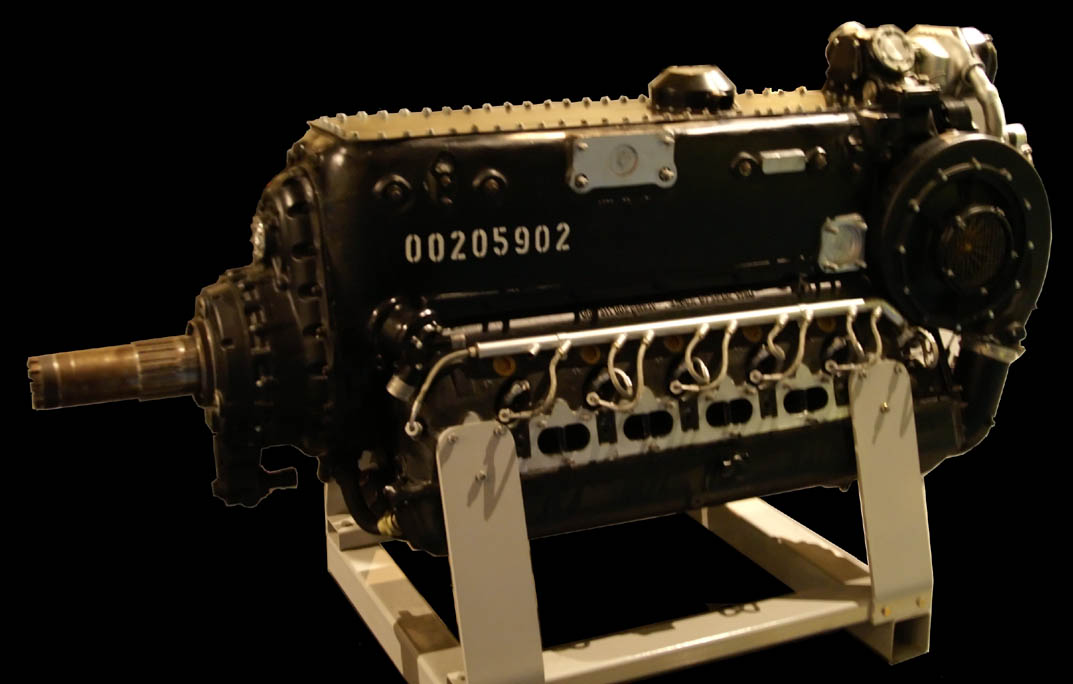
محرك دايملر بنز (DB 605)

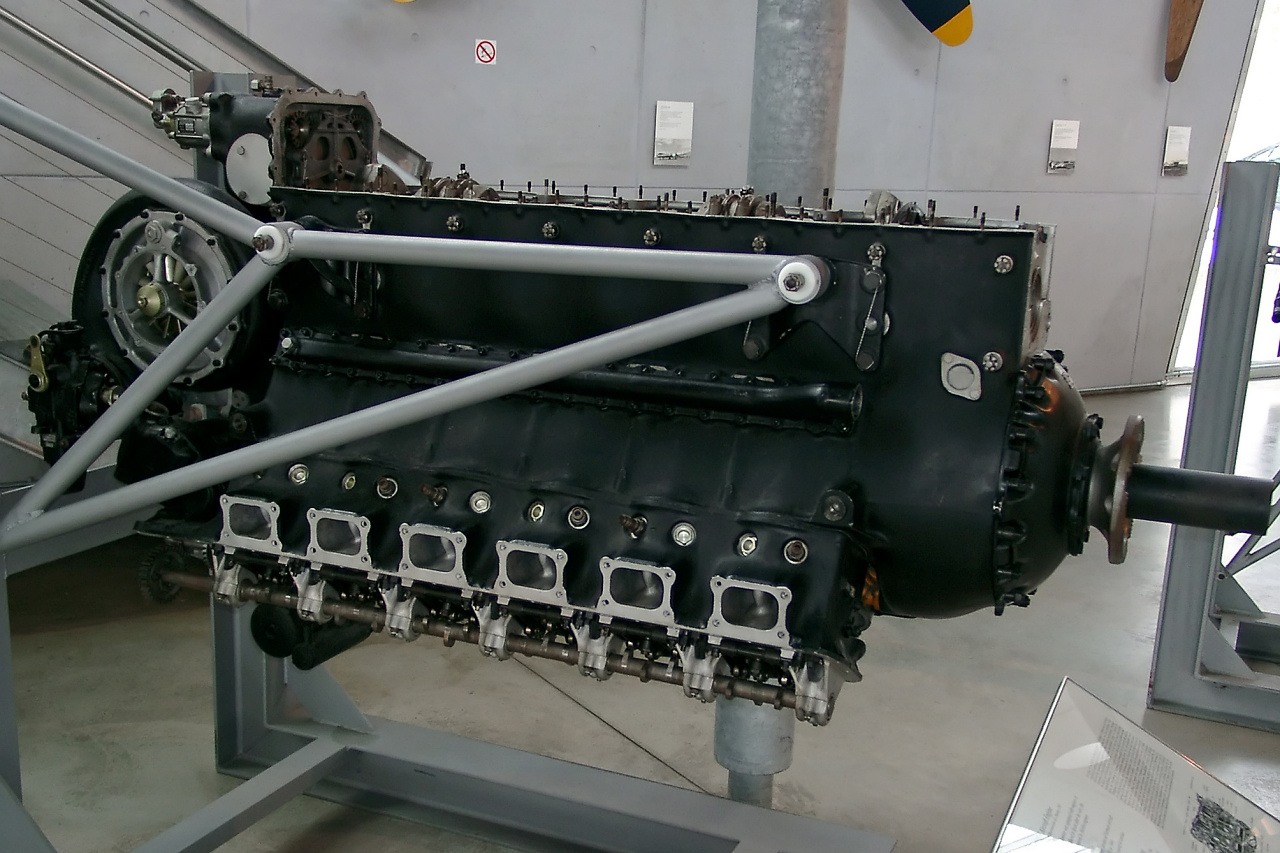
محرك يونكرز (Jumo 211F)

### الخدمة في إسرائيل

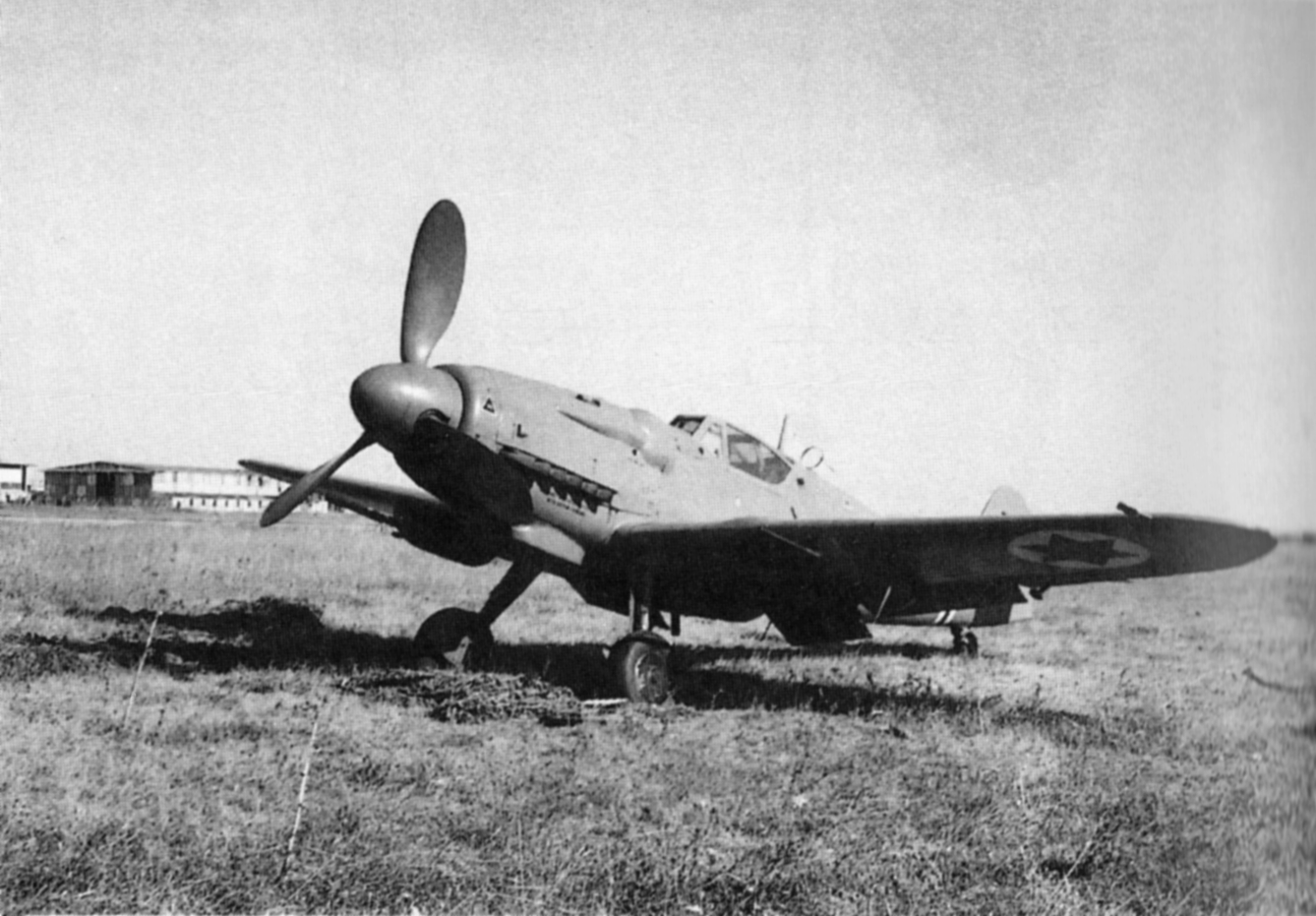
طائرة افيا إس-199 إسرائيلية، في عام 1948

## المتغيرات

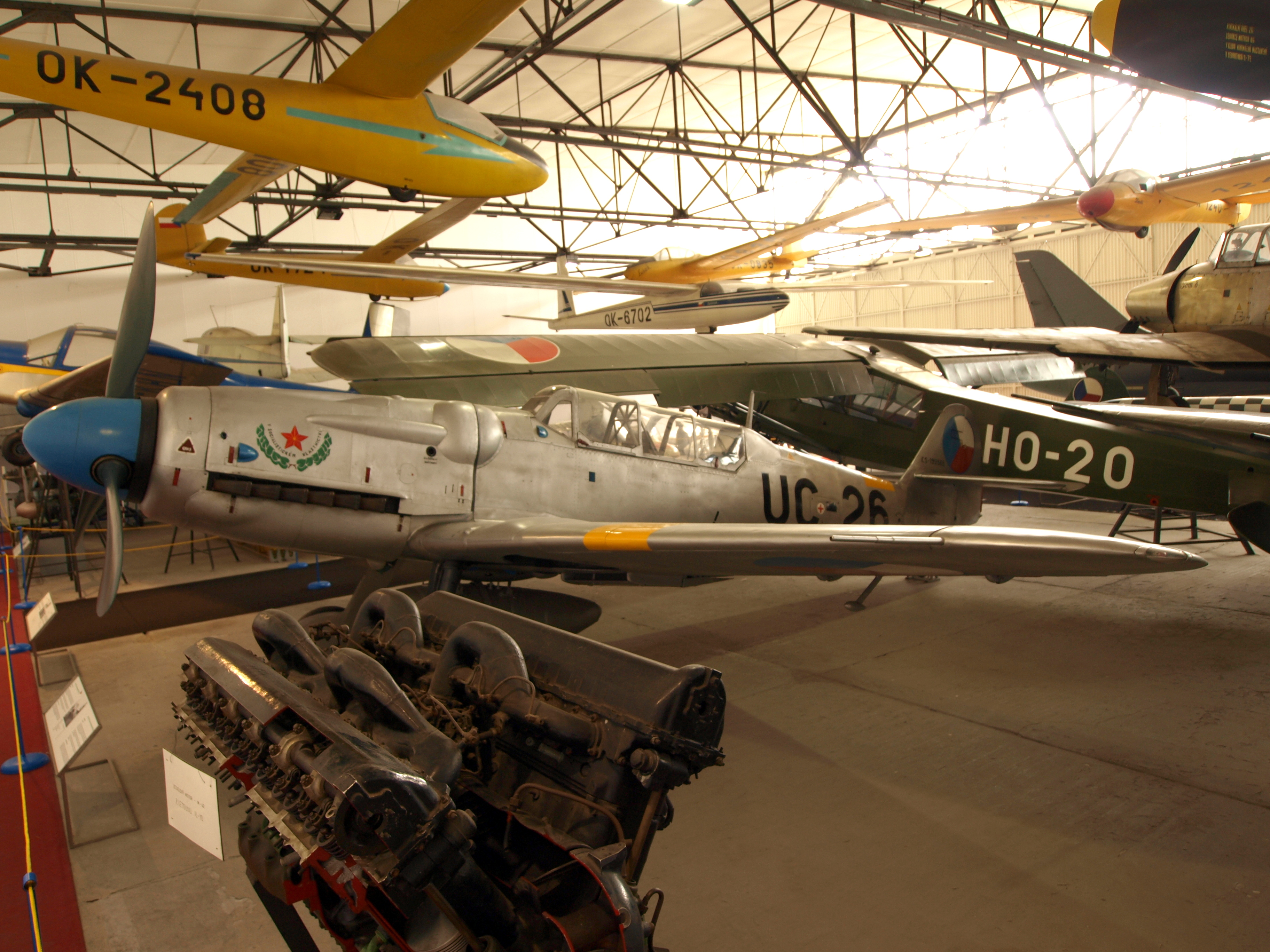
طائرة افيا إس-199، في متحف الطيران في براغ، Kbely

Avia S-99
مسرشميت بي اف 109 الطراز البديل (G-6) تم تجميعه بعد الحرب في تشيكوسلوفاكيا. وأطلق عليه مصنع أفيا تسمية C.10، أكمل إنتاج 21 طائرة.
Avia CS-99
بديل للتدريب من أفيا (S-99) مسرشميت بي اف 109 البديل (G-12). وأطلق عليه مصنع أفيا تسمية C.10، أكمل إنتاج 23 طائرة.
Avia S-199
Avia S-99 powered by يونكرز جومو 211F engine, main production variant. Avia factory designation was C.210, 559 aircraft completed.
Avia CS-199
Two-seat training variant rebuilt from Avia S-199.
Avia D-199
نسخة الاستطلاع.

## المشغلين

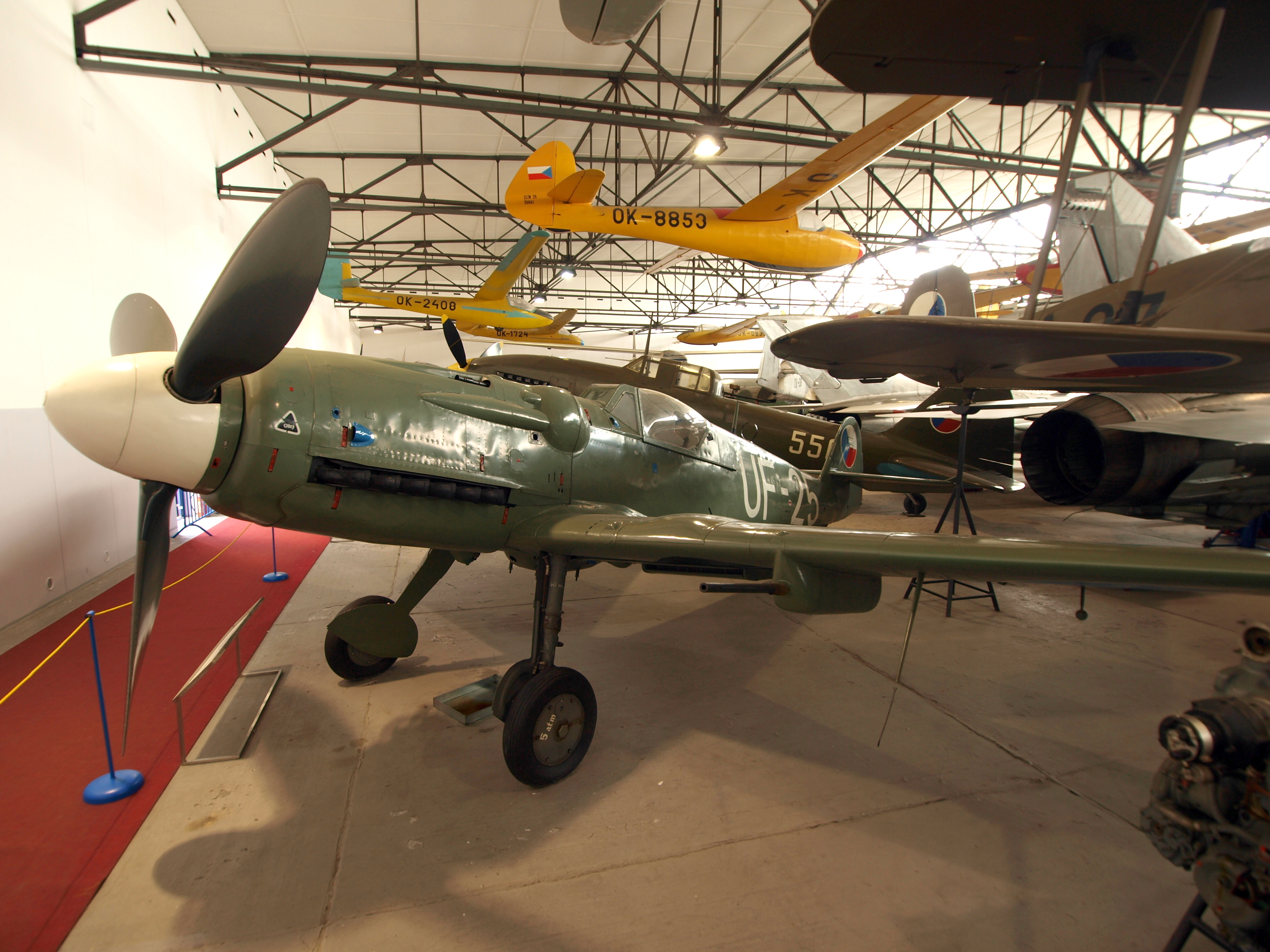
Avia S199 with Czechoslovakian markings.

تشيكوسلوفاكيا
- سلاح الجو التشيكوسلوفاكي
- حرس الأمن الوطني التشيكوسلوفاكي

 إسرائيل
- القوات الجوية الإسرائيلية
  - السرب 101

## الطائرة الناجية
Today at least three aircraft are preserved. Both S-199 (UF-25, sn.178) and CS-199 (UC-26, sn.565) are displayed in Prague Aviation Museum, Kbely and a sole S-199 example is preserved at the متحف القوات الجوية الإسرائيلية at قاعدة حتسريم الجوية.

## مواصفات (S-199)
الخصائص العامة
- الطاقم: 1
- الطول: 8.94 متر (29 ft 4 in)
- باع الجناح: 9.92 متر (32 ft 6 in)
- الارتفاع: 2.59 متر (8 ft 6 in)
- مساحة الجناح : 16.2 متر2 (174 ft2)
- الوزن فارغة: 2,650 kg (5,840 lb)
- وزن الإقلاع الأقصى: 3,740 kg (8,245 lb)
- محرك الطائرة: 1 × يونكرز جومو 211F liquid-cooled inverted V-12, 986 kW (1,340 PS – 1322 hp)

الأداء
- السرعة القصوى: 590 كم / ساعة (320 كيلو نيوتن, 370 ميلا في الساعة)
- المدى القتالي: 850 كم (530 mi)
- سقف الخدمة: 8,686 متر (28,500 ft)
- معدل الصعود: 11 m/s (2,200 ft/min)
- حمولة الجناح: 231 kg/m2 (47.3 lb/ft2)
- نسبة القدرة إلى الوزن: 321 W/kg (0.195 hp/lb)

## وصلات خارجية
- http%3A%2F%2Fwww.deadlybirds.com.br%2Fdeadlybirds_blg%2F2010%2F03%2Favia-s-199-mezek-o-messerschmitt-tchecoslovaco%2F Avia S 199 Mezek, o Messerschmitt tchecoslocavo [The Avia S-99 and the Avia S-199] (بالبرتغالية), Archived from http%3A%2F%2Fwww.deadlybirds.com.br%2Fdeadlybirds_blg%2F2010%2F03%2Favia-s-199-mezek-o-messerschmitt-tchecoslovaco%2F the original on 2020-04-02 {{استشهاد}}: تحقق من قيمة |مسار أرشيف= (help) and تحقق من قيمة |مسار= (help).
- 101 Squadron's Avia S-199s
- Valka.cz forum with more pictures and further information
- Yaakov، Katz (16 يوليو 2012). "'It was all destiny' – One of last surviving founders of IAF recalls mission that stopped Egypt from advancing on Tel Aviv". The Jerusalem Post. مؤرشف من الأصل في 2012-08-20.
- Avia S-199, مكتبة اليهود الافتراضية

قالب:AVIA aircraft